# Hakan Koç
Hakan Koç (Sivas, 25 novembre 1980) è un lottatore turco, specializzato nella lotta libera.

## Biografia
Ha fatto parte della spedizione turca ai XV Giochi del Mediterraneo di Almería 2005 in cui si è aggiuridicato la medaglia d'oro, prevalendo sul francese Vincent Aka-Akesse in finale.
Ha rappresentato la Turchia ai Giochi olimpici estivi di Pechino 2008, in cui è stato estromesso dal tabellone principale del torneo dei 96 kg ai quarti, dal russo Shirvani Muradov, poi laureatosi campione olimpico, dopo aver eliminato il tedesco Stefan Kehrer agli ottavi. Ai ripescaggi ha perso in semifinale contro l'ucraino Georgii Tibilov.

## Palmarès
| Anno | Manifestazione          | Sede       | Evento | Risultato | Note |
| ---- | ----------------------- | ---------- | ------ | --------- | ---- |
| 2000 | Europei junior          | Sofia      | 97 kg  | Argento   |      |
| 2000 | Mondiali junior         | Nantes     | 97 kg  | 4º        |      |
| 2003 | Mondiali militari       | Istanbul   | 96 kg  | Oro       |      |
| 2003 | Mondiali                | New York   | 96 kg  | 27º       |      |
| 2005 | Giochi del Mediterraneo | Almería    | 96 kg  | Oro       |      |
| 2005 | Universiade             | Smirne     | 96 kg  | Argento   |      |
| 2006 | Mondiali universitari   | Ulan Bator | 96 kg  | 10º       |      |
| 2006 | Mondiali militari       | Baku       | 96 kg  | Argento   |      |
| 2007 | Europei                 | Sofia      | 96 kg  | 15º       |      |
| 2007 | Mondiali                | Baku       | 96 kg  | 5º        |      |
| 2008 | Europei                 | Tampere    | 96 kg  | Bronzo    |      |
| 2008 | Giochi olimpici         | Pechino    | 96 kg  | 8º        |      |